# エムドゲイン
エムドゲイン（Emdogain®）はビオラ社（Biora AB　本社：スウェーデン マルメ市、2003年よりスイスのストローマンの傘下）により発売されているエナメルマトリックスデリバティブを主成分とする歯周組織再生誘導材料。
スウェーデンのカロリンスカ研究所で、ビオラ社の創立者のDr.Hammarstromらにより開発された。日本では1998年に厚生労働省の認可がおり、2002年に改良版であるエムドゲインゲルが認可されている。原則健康保険が利かない自由診療の治療であるが2007年に先進医療に指定された。

## 概要
歯周病における従来型の治療は歯石、壊死セメント質などの炎症を惹起させる原因物質を除去し、治癒を促すものだったが、すでに破壊された歯周組織の再生は難しかった。エムドゲインは歯周外科の治療後に塗布することにより、破壊されたセメント質などの再生をはかるものである。

## 作用機序
エナメルマトリックスタンパクは硬組織を無細胞性に誘導する作用がある。
歯の発生時、ヘルトヴィッヒの上皮鞘から分泌されたエナメルマトリックスタンパクは歯根膜にある未分化の間葉組織に作用し、セメント芽細胞に分化させ無細胞性セメント質をつくりだす。エムドゲインは幼弱豚の歯胚より抽出されたエナメルマトリックスタンパクを主成分とした薬剤であり、歯周外科の治療後に塗布する事により上記と同様に歯根膜にある未分化の間葉組織がセメント芽細胞に分化し無細胞セメント質が再生する事を期待するものである。
似た治療法としてGTR法があるがGTR法はスペースメイキングを行うのみの治療法のため、できるセメント質は有細胞セメント質となり、無細胞セメント質のエムドゲインと比較すると象牙質との付着力は弱い。

## エムドゲインとエムドゲインゲル
エムドゲインを改良したものがエムドゲインゲルである（どちらも商品名）。「エムドゲイン」は主剤と溶解液の2剤構成だったが、「エムドゲインゲル」は混合溶液（主剤と溶解液）をあらかじめシリンジに充填したもので、従来品と比べて操作性の向上が図られている。またエムドゲインは非加熱製剤であったがエムドゲインゲルは加熱製剤となっている。